# Helmut Bäuerle
Helmut Bäuerle (* 30. Juli 1944 in Sulzburg; † 8. Oktober 2004 in Koblenz) war ein deutscher Politiker (SPD).

## Leben
Bäuerle, der katholischer Konfession war, besuchte bis 1962 die Volksschule und machte dann eine Lehre als Maschinenschlosser bei der Fa. Rasselstein in Andernach. Nach der Gesellenprüfung leistete er seinen Grundwehrdienst und besuchte dann die Technikerschule mit Abschluss als staatlich geprüfter Maschinentechniker. Danach arbeitete er als Angestellter mit technischer und kaufmännischer Tätigkeit.

## Politik
1976 wurde Bäuerle Mitglied der SPD und 1977 Vorsitzender des SPD-Ortsvereins Saffig. 1980 wurde er Mitglied und 1985 stellvertretender Vorsitzender des SPD-Verbandsgemeindevorstands. 1979 wurde er in den Ortsgemeinderat Saffig gewählt und war 1979 bis 1989 Zweiter Beigeordneter der Verbandsgemeinde Andernach-Land.
1989 wurde er Erster Ortsbeigeordneter von Saffig, 1989 bis 1991 stellvertretender Fraktionsvorsitzender der SPD-Verbandsgemeinderatsfraktion Andernach-Land, Geschäftsführer und 1992 Vorsitzender der SPD-Verbandsgemeinderatsfraktion Andernach-Land und Mitglied des SPD-Unterbezirksvorstands Mayen-Koblenz.
1986 wurde er Vorsitzender der AWO Saffig, er war Mitglied im Vorstand des Regionalverbands Mayen-Koblenz der SGK und Mitglied der IG Chemie.
Dem Rheinland-Pfälzischen Landtag gehörte er vom 5. Februar 1993 bis zum 19. Mai 1996 als Nachfolger des ausgeschiedenen Abgeordneten Achim Hütten an. Im Landtag war er Mitglied im Ausschuss für Frauenfragen, Kulturpolitischen Ausschuss, Sozialpolitischen Ausschuss, der Enquete-Kommission »Kinder in Rheinland-Pfalz«, und dem Untersuchungsausschuss »Infiziertes Blut«.